# Johann Friedrich Henckel
Johann Friedrich Henckel (parfois sous la forme Henkel), né le 1er août 1678 à Mersebourg et mort le 26 janvier 1744 à Freiberg) est un médecin, minéralogiste, métallurgiste et chimiste saxon. Henckel dispensait depuis 1733 des cours de métallurgie dans son laboratoire de Freiberg. Il eut pour étudiants l'illustre Mikhaïl Lomonossov et l'ami de ce dernier, Dimitri Ivanovitch Vinogradov, inventeur de la porcelaine russe. Le laboratoire de Henckel et sa collection minéralogique formèrent le noyau de l'École des mines de Freiberg.

## Biographie
Henckel s'inscrivit en 1698 à l'université d'Iéna pour y étudier la théologie puis finalement la médecine. Il s'établit en 1709 comme médecin à Dresde et soutint sa thèse de doctorat en 1711 ; mais dès 1712 il déménageait à  Freiberg. De 1718 à 1723 il continua d'y pratiquer la médecine, mais son intérêt se tournait de plus en plus vers les analyses chimiques et minéralogiques. En 1726, ses travaux valurent à Henckel d'être nommé membre correspondant de l'Académie royale des sciences de Prusse et le 22 octobre 1728, il fut élu membre de la Leopoldina sous le nom de plume d’Archagatus.
De retour à Dresde en 1730, Henckel fut nommé en 1732 inspecteur des mines et chargé des prospections minéralogiques pour la Couronne de Saxe. Il fut promu en 1737 juge-assesseur de la commission des mines de Saxe.
À Freiberg, avec le concours de Christlieb Ehregott Gellert, il jeta les bases d'un enseignement de chimie appliquée à la minéralogie, qui popularisa la chimie et lui ouvrit de nouvelles applications. Les leçons de Henckel font aujourd'hui partie des archives de la Faculté de Géotechnique, des sciences de la Terre, et des Mines de l'École des mines de Freiberg.
Henckel s'est en outre imposé en son temps comme un spécialiste de la tuberculose et du saturnisme, et reste comme l'un des pionniers de la minéralogie chimique du début du XVIIIe siècle.

## Œuvres (sélection)
- Giesshübelium Redivivum, Der wiederlebende Berg-Gießhübel..., Freiberg 1729 (Digitalisé)
- Von der Bergsucht und Hüttenkatze, Dresden/Freiberg 1745 (Digitalisat)
- Flora Saturnizans: die Verwandtschaft  der Pflanzen- mit dem Mineralreich, Leipzig 1755 (Digitalisé)
- Kleine Minerologische und Chymische Schriften, Dresden/Leipzig 1756 (Digitalisé)